# RTP Play

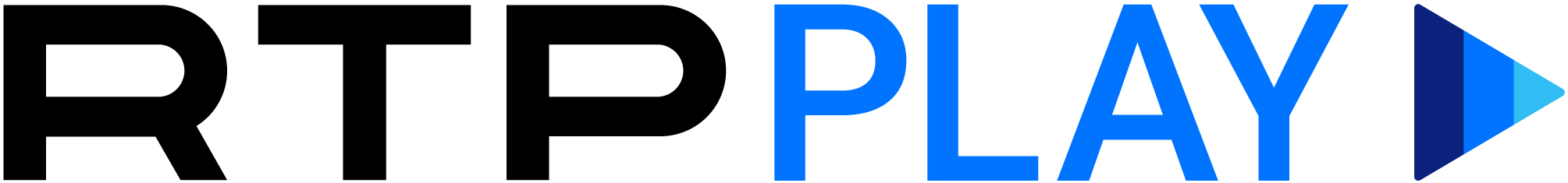
Logótipo RTP Play

A RTP Play é um serviço de streaming da Rádio e Televisão de Portugal (RTP), que permite aos utilizadores assistir aos programas de televisão, rádio e conteúdos exclusivos da RTP Play em qualquer dispositivo com acesso à internet. A RTP Play é um serviço gratuito e está disponível em Portugal e em todo o mundo, desde do dia 6 de janeiro de 2011.
Além de permitir assistir aos programas em direto, a RTP Play também disponibiliza os programas para serem assistidos em diferido, o que significa que é possível ver um programa que já passou na televisão em horário diferente do horário original de exibição. A RTP Play é uma plataforma muito popular em Portugal e oferece uma grande variedade de conteúdos, incluindo notícias, entretenimento, documentários, desporto e programas infantis.

## Canais
Para além da transmissão das emissões em direto dos canais da RTP, a RTP Play também dispõe de sete canais adicionais: 6 para o desporto, e 1 para crianças (ZigZag Play).
| Canal          | Descrição                   | Refs. |
| -------------- | --------------------------- | ----- |
| RTP Desporto 1 | Canal dedicado ao desporto. | [ 3 ] |
| RTP Desporto 2 | Canal dedicado ao desporto. | [ 3 ] |
| RTP Desporto 3 | Canal dedicado ao desporto. | [ 3 ] |
| RTP Desporto 4 | Canal dedicado ao desporto. | [ 3 ] |
| RTP Desporto 5 | Canal dedicado ao desporto. | [ 3 ] |
| RTP Desporto 6 | Canal dedicado ao desporto. | [ 3 ] |
| Zig Zag Play   | Canal dedicado às crianças. | [ 4 ] |

## Programas originais

### Podcasts
| Título         | Início              | Término | Temporada(s) / Episódios    | Refs. |
| -------------- | ------------------- | ------- | --------------------------- | ----- |
| Rédeas do Jogo | 11 de abril de 2024 |         | 2 temporadas / 20 episódios | [ 5 ] |